# Morti nel 2018/Maggio
| Questa pagina contiene informazioni ricavate automaticamente dalle voci biografiche con l'ausilio del template Bio e di un bot. L'aggiornamento è periodico e automatico e ricostruisce completamente la pagina. Se manca una persona in questa lista, sei pregato di non aggiungerla, ma accertati piuttosto che la sua voce biografica contenga il template Bio e che i dati anagrafici siano correttamente compilati. Se il template Bio manca, inseriscilo tu stesso o, in alternativa, metti l'avviso {{tmp\|Bio}} che ne segnala la mancanza. Se i dati riportati sono sbagliati, correggi direttamente la voce biografica; le modifiche saranno visibili in questa lista entro pochi giorni. Per chiarimenti vedi il progetto biografie. La lista contiene solo le 184 persone che sono citate nell'enciclopedia e per le quali è stato implementato correttamente il template Bio. Pagina aggiornata al 18 ago 2025. |

- 1º maggio - Arthur Barnard, ostacolista statunitense (n. 1929)
- 1º maggio - Max Berrú, percussionista e cantante ecuadoriano (n. 1943)
- 1º maggio - Milena Blahoutová, cestista cecoslovacca (n. 1933)
- 1º maggio - Pavel Pergl, calciatore ceco (n. 1977)
- 1º maggio - Wanda Wiłkomirska, violinista e insegnante polacca (n. 1929)
- 2 maggio - Tony Cucchiara, cantautore, attore e compositore italiano (n. 1937)
- 2 maggio - Tokay Mammadov, scultore azero (n. 1927)
- 2 maggio - Finn Tøraasen, calciatore norvegese (n. 1936)
- 2 maggio - Serge Ubertì, artista francese (n. 1952)
- 2 maggio - Wolfgang Völz, attore e doppiatore tedesco (n. 1930)
- 2 maggio - Wang Danfeng, attrice cinese (n. 1924)
- 3 maggio - Doina Cornea, attivista romena (n. 1929)
- 3 maggio - Afonso Dhlakama, politico mozambicano (n. 1953)
- 3 maggio - Maria Paris, cantante italiana (n. 1932)
- 3 maggio - Paolo Signorelli, calciatore italiano (n. 1939)
- 3 maggio - Marcello Verziera, attore, pugile e stuntman italiano (n. 1935)
- 4 maggio - Steve Coy, batterista britannico (n. 1962)
- 4 maggio - Renate Dorrestein, scrittrice e giornalista olandese (n. 1954)
- 4 maggio - André Le Dissez, ciclista su strada francese (n. 1929)
- 5 maggio - Michele Castoro, arcivescovo cattolico italiano (n. 1952)
- 5 maggio - Adolfo Lastretti, attore e doppiatore italiano (n. 1937)
- 5 maggio - Lambert Maassen, calciatore olandese (n. 1941)
- 5 maggio - Vittorio Virgili, imprenditore italiano (n. 1940)
- 6 maggio - Paolo Ferrari, attore, doppiatore e conduttore televisivo italiano (n. 1929)
- 6 maggio - Eric Geboers, pilota motociclistico belga (n. 1962)
- 6 maggio - Tarcisio Gitti, politico e avvocato italiano (n. 1936)
- 6 maggio - Khālid Muḥyi al-Dīn, militare, politico e editore egiziano (n. 1922)
- 6 maggio - Brad Steiger, scrittore, giornalista e ufologo statunitense (n. 1936)
- 7 maggio - Salvatore Bugnatelli, regista, attore e autore televisivo italiano (n. 1943)
- 7 maggio - Maurane, cantante e attrice belga (n. 1960)
- 7 maggio - Miki Muster, fumettista e regista sloveno (n. 1925)
- 7 maggio - Ermanno Olmi, regista, sceneggiatore e produttore cinematografico italiano (n. 1931)
- 7 maggio - António Saraiva, calciatore portoghese (n. 1934)
- 7 maggio - Amedeo Stenti, calciatore italiano (n. 1940)
- 7 maggio - Miroslav Vardić, calciatore jugoslavo (n. 1944)
- 8 maggio - Nick Busick, wrestler statunitense (n. 1954)
- 8 maggio - Anne V. Coates, montatrice britannica (n. 1925)
- 8 maggio - George Deukmejian, politico statunitense (n. 1928)
- 8 maggio - Marta DuBois, attrice panamense (n. 1952)
- 8 maggio - Julio López Hernández, scultore spagnolo (n. 1930)
- 8 maggio - Ernest Medina, ufficiale statunitense (n. 1936)
- 8 maggio - Lara Saint Paul, cantante italiana (n. 1945)
- 8 maggio - James Scott, pugile statunitense (n. 1947)
- 8 maggio - Don Testerman, giocatore di football americano statunitense (n. 1952)
- 9 maggio - Mario Agnes, giornalista italiano (n. 1931)
- 9 maggio - Fatma Charfi, artista tunisina (n. 1955)
- 9 maggio - Omar Daoud, calciatore libico (n. 1983)
- 9 maggio - Arthur Fitzsimons, calciatore irlandese (n. 1929)
- 9 maggio - Christian Goudineau, storico francese (n. 1939)
- 9 maggio - Ben Graves, batterista statunitense (n. 1972)
- 9 maggio - Ėrnest Jasan, regista sovietico (n. 1936)
- 9 maggio - Per Kirkeby, pittore, scultore e scrittore danese (n. 1938)
- 10 maggio - Manlio Brigaglia, storico e giornalista italiano (n. 1929)
- 10 maggio - Giovanni Battista Castiglioni, geografo italiano (n. 1931)
- 10 maggio - Donnie Forman, cestista statunitense (n. 1926)
- 10 maggio - David Goodall, botanico britannico (n. 1914)
- 10 maggio - Emile Gumbs, politico anguillano (n. 1928)
- 10 maggio - Ken Hodgkisson, calciatore inglese (n. 1933)
- 10 maggio - Evgenij Andreevič Vasjukov, scacchista russo (n. 1933)
- 11 maggio - Giancarlo Galli, giornalista, scrittore e economista italiano (n. 1933)
- 11 maggio - Gérard Genette, critico letterario e francesista francese (n. 1930)
- 11 maggio - Hugo Guerra, calciatore uruguaiano (n. 1966)
- 11 maggio - Yvan Mainini, arbitro di pallacanestro e dirigente sportivo francese (n. 1944)
- 11 maggio - Bengt Nilsson, altista svedese (n. 1934)
- 11 maggio - Secondo Rossi, calciatore e allenatore di calcio italiano (n. 1920)
- 11 maggio - Mark Shanon, attore cinematografico e attore pornografico italiano (n. 1939)
- 11 maggio - Viktor Šamburkin, tiratore a segno sovietico (n. 1931)
- 12 maggio - Will Alsop, architetto inglese (n. 1947)
- 12 maggio - Tessa Jowell, politica inglese (n. 1947)
- 12 maggio - Chuck Knox, allenatore di football americano statunitense (n. 1932)
- 12 maggio - Antonio Mercero, regista e sceneggiatore spagnolo (n. 1936)
- 12 maggio - Dennis Nilsen, serial killer britannico (n. 1945)
- 12 maggio - Giulio Pantoli, partigiano italiano (n. 1922)
- 13 maggio - Glenn Branca, chitarrista e compositore statunitense (n. 1948)
- 13 maggio - Margot Kidder, attrice canadese (n. 1948)
- 13 maggio - Tore Nilsen, calciatore norvegese (n. 1933)
- 13 maggio - Janine Reynaud, modella e attrice francese (n. 1930)
- 14 maggio - Howard Bayne, cestista statunitense (n. 1942)
- 14 maggio - Ünal Büyükaycan, cestista turco (n. 1937)
- 14 maggio - Nicola Carrino, scultore italiano (n. 1932)
- 14 maggio - James Dunbar, canottiere statunitense (n. 1930)
- 14 maggio - Elaine Edwards, politica statunitense (n. 1929)
- 14 maggio - Leopoldo Paciscopi, scrittore e giornalista italiano (n. 1925)
- 14 maggio - George Sudarshan, fisico indiano (n. 1931)
- 14 maggio - William Vance, fumettista belga (n. 1935)
- 14 maggio - Tom Wolfe, saggista, giornalista e scrittore statunitense (n. 1930)
- 15 maggio - José Lavat, doppiatore messicano (n. 1948)
- 15 maggio - Salvatore Ligresti, imprenditore italiano (n. 1932)
- 15 maggio - Milan Malatinský, allenatore di calcio e calciatore slovacco (n. 1970)
- 15 maggio - Leone Piccioni, critico letterario e giornalista italiano (n. 1925)
- 15 maggio - Jlloyd Samuel, calciatore trinidadiano (n. 1981)
- 15 maggio - Ray Wilson, calciatore e allenatore di calcio inglese (n. 1934)
- 16 maggio - François Bréda, saggista, poeta e critico letterario rumeno (n. 1956)
- 16 maggio - Joseph Campanella, attore statunitense (n. 1924)
- 16 maggio - Hugh Dane, comico, attore e cabarettista statunitense (n. 1942)
- 16 maggio - Eloisa Mafalda, attrice brasiliana (n. 1924)
- 16 maggio - Erik Melbye, cestista e pallamanista danese (n. 1925)
- 16 maggio - Lucian Pintilie, regista e sceneggiatore rumeno (n. 1933)
- 17 maggio - Ezio Barbieri, criminale italiano (n. 1922)
- 17 maggio - Nicole Fontaine, politica francese (n. 1942)
- 17 maggio - Maciej Maciejewski, attore polacco (n. 1914)
- 17 maggio - Pascal Marchetti, linguista francese (n. 1925)
- 17 maggio - Jürgen Marcus, cantante tedesco (n. 1948)
- 17 maggio - Richard Pipes, storico statunitense (n. 1923)
- 17 maggio - Mait Riisman, pallanuotista sovietico (n. 1956)
- 17 maggio - Tom Von Ruden, mezzofondista statunitense (n. 1944)
- 18 maggio - Gaetano Anzalone, politico, dirigente sportivo e imprenditore italiano (n. 1930)
- 18 maggio - Doğan Babacan, arbitro di calcio e calciatore turco (n. 1929)
- 18 maggio - Darío Castrillón Hoyos, cardinale e arcivescovo cattolico colombiano (n. 1929)
- 18 maggio - Christopher Jones, vescovo cattolico irlandese (n. 1936)
- 18 maggio - Tony Wolf, illustratore italiano (n. 1930)
- 18 maggio - Ayad Futayyih al-Rawi, generale iracheno (n. 1942)
- 19 maggio - Jarir Houmane, calciatore marocchino (n. 1944)
- 19 maggio - Nicola Iacobacci, poeta e letterato italiano (n. 1935)
- 19 maggio - Robert Indiana, artista, scenografo e costumista statunitense (n. 1928)
- 19 maggio - Maya Jribi, politica e biologa tunisina (n. 1960)
- 19 maggio - Bernard Lewis, storico e orientalista britannico (n. 1916)
- 19 maggio - Reggie Lucas, musicista, produttore discografico e chitarrista statunitense (n. 1953)
- 19 maggio - Vincent McEveety, regista e produttore televisivo statunitense (n. 1929)
- 19 maggio - Giovanni Pace, politico italiano (n. 1933)
- 20 maggio - Antonio Annibale, calciatore italiano (n. 1940)
- 20 maggio - Jaroslav Brabec, pesista cecoslovacco (n. 1949)
- 20 maggio - Billy Cannon, giocatore di football americano statunitense (n. 1937)
- 20 maggio - Ramón Chao, scrittore e giornalista spagnolo (n. 1935)
- 20 maggio - Patricia Morison, attrice e cantante statunitense (n. 1915)
- 21 maggio - Aleksandr Askol'dov, regista e sceneggiatore russo (n. 1932)
- 21 maggio - Camilo Diaz Gregorio, vescovo cattolico filippino (n. 1939)
- 21 maggio - Anna Maria Ferrero, attrice italiana (n. 1935)
- 21 maggio - Reg Stratton, calciatore inglese (n. 1939)
- 21 maggio - Clint Walker, attore statunitense (n. 1927)
- 22 maggio - Monique Ballue, cestista francese (n. 1927)
- 22 maggio - Ezola Foster, scrittrice e politica statunitense (n. 1938)
- 22 maggio - Jurij Kucenko, multiplista sovietico (n. 1952)
- 22 maggio - Philip Roth, scrittore statunitense (n. 1933)
- 22 maggio - Daniela Samulski, nuotatrice tedesca (n. 1984)
- 22 maggio - Artur Stolz, cestista tedesco (n. 1932)
- 22 maggio - Angelo Vanzin, canottiere italiano (n. 1932)
- 22 maggio - Roland Wommack, schermidore statunitense (n. 1936)
- 23 maggio - Bob Buczkowski, giocatore di football americano statunitense (n. 1964)
- 23 maggio - Luis Posada Carriles, terrorista cubano (n. 1928)
- 23 maggio - Daniel Robin, lottatore francese (n. 1943)
- 23 maggio - László Tábori, mezzofondista ungherese (n. 1931)
- 24 maggio - Gudrun Burwitz, tedesca (n. 1929)
- 24 maggio - Jerry Maren, attore statunitense (n. 1920)
- 25 maggio - Elmer Behnke, cestista statunitense (n. 1929)
- 25 maggio - Sergio Graziani, attore, doppiatore e direttore del doppiaggio italiano (n. 1930)
- 25 maggio - Brendan Ingle, manager, allenatore di pugilato e pugile irlandese (n. 1940)
- 25 maggio - Paolo Pillonca, giornalista e scrittore italiano (n. 1942)
- 26 maggio - Alan Bean, astronauta statunitense (n. 1932)
- 26 maggio - Pierre Bellemare, scrittore, conduttore televisivo e attore francese (n. 1929)
- 26 maggio - Ted Dabney, ingegnere elettrotecnico statunitense (n. 1937)
- 26 maggio - Gloria LeRoy, attrice statunitense (n. 1925)
- 26 maggio - Roger Piantoni, calciatore francese (n. 1931)
- 26 maggio - Julio Ribéra, fumettista spagnolo (n. 1927)
- 27 maggio - Monia Andreani, filosofa e saggista italiana (n. 1972)
- 27 maggio - Gardner Dozois, scrittore e curatore editoriale statunitense (n. 1947)
- 27 maggio - Andrés Gandarias, ciclista su strada e dirigente sportivo spagnolo (n. 1943)
- 27 maggio - Ali Lutfi Mahmud, politico egiziano (n. 1935)
- 27 maggio - Russell Nype, attore statunitense (n. 1920)
- 27 maggio - Odd Oppedal, calciatore norvegese (n. 1936)
- 27 maggio - Donald Peterson, ingegnere e astronauta statunitense (n. 1933)
- 28 maggio - Giuseppe Brienza, politico italiano (n. 1938)
- 28 maggio - Pippo Caruso, direttore d'orchestra, arrangiatore e compositore italiano (n. 1935)
- 28 maggio - Neale Cooper, allenatore di calcio e calciatore scozzese (n. 1963)
- 28 maggio - Serge Dassault, ingegnere, imprenditore e politico francese (n. 1925)
- 28 maggio - Semavi Eyice, storico dell'arte e archeologo turco (n. 1922)
- 28 maggio - Stevan Horvat, lottatore serbo (n. 1932)
- 28 maggio - Josh Martin, chitarrista statunitense (n. 1973)
- 28 maggio - Alberto Mieli, scrittore e superstite dell'Olocausto italiano (n. 1925)
- 28 maggio - María Dolores Pradera, cantante e attrice spagnola (n. 1924)
- 28 maggio - Dick Quax, mezzofondista e maratoneta neozelandese (n. 1948)
- 28 maggio - Jens Christian Skou, biochimico danese (n. 1918)
- 28 maggio - Michel Stolker, ciclista su strada olandese (n. 1933)
- 28 maggio - Cliff Tucker, cestista statunitense (n. 1989)
- 28 maggio - Ola Ullsten, politico e diplomatico svedese (n. 1931)
- 29 maggio - Vicente Pascual Sebastiá, calciatore spagnolo (n. 1926)
- 29 maggio - Ray Podloski, hockeista su ghiaccio canadese (n. 1966)
- 30 maggio - Ferenc Kovács, allenatore di calcio e calciatore ungherese (n. 1934)
- 31 maggio - Ernesto Bono, ciclista su strada e pistard italiano (n. 1936)
- 31 maggio - Marcello Girotto, organista e compositore italiano (n. 1947)
- 31 maggio - Joseíto Mateo, cantante e compositore dominicano (n. 1920)
- 31 maggio - Olmes Neri, calciatore e allenatore di calcio italiano (n. 1932)
- 31 maggio - Aníbal Quijano, sociologo peruviano (n. 1928)
- 31 maggio - Étienne Sansonetti, calciatore francese (n. 1935)